# Il racconto del frate
Il racconto del frate (The Tale of the Friar) è la settima novella dei Racconti di Canterbury di Geoffrey Chaucer.
Dopo il racconto della donna di Bath, il frate si complimenta con lei e decide di sfogare la sua animosità contro l'apparitore (ufficiale giudiziario di un tribunale ecclesiastico) narrando un racconto contro questa categoria.

## Trama
Un apparitore, mentre è diretto a convocare a processo una vedova, si imbatte in uno yeoman tutto vestito di verde. I due confrontano i rispettivi trucchi del mestiere e l'apparitore confessa spavaldamente tutti i vari peccati di cui si è macchiato nella sua attività. A questo punto, lo yeoman rivela di essere un demone che ha assunto questa foggia; l'apparitore non ne è affatto sorpreso, anzi si informa delle vicende infernali e conclude con lui un patto in cui i due divideranno tra loro ciò che guadagneranno durante il viaggio.
Giunti a casa della vedova, l'apparitore le presenta il foglio di ingiunzione, intimando all'anziana di versargli denaro così da ritirare l'accusa. La vedova protesta la sua innocenza e manda al diavolo l'apparitore: a questo punto il demone lo trascina davvero all'inferno con sé.